# Anaconda (single)
Anaconda is een nummer van de Amerikaanse rapper Nicki Minaj voor haar derde studioalbum The Pinkprint. Het nummer kwam uit op 4 augustus 2014 en is uitgegeven door Young Money Entertainment, Cash Money Records en Republic Records. "Anaconda" behaalde in de Amerikaanse hitlijsten de tweede plaats, en daarmee werd het Minaj's hoogste positie in de hitlijsten in de Verenigde Staten.
De muziekvideo werd uitgebracht op 19 augustus 2014 en is geregisseerd door Colin Tilley. Elf dagen na de release, is de muziekvideo meer dan 100 miljoen keer bekeken op YouTube.

## Tracklijst
| Nr. | Titel    | Duur  |
| --- | -------- | ----- |
| 1.  | Anaconda | 04:20 |

## Hitnoteringen

### Nederlandse Top 40
| Hitnotering: 04-10-2014 t/m 01-11-2014 | Hitnotering: 04-10-2014 t/m 01-11-2014 | Hitnotering: 04-10-2014 t/m 01-11-2014 | Hitnotering: 04-10-2014 t/m 01-11-2014 | Hitnotering: 04-10-2014 t/m 01-11-2014 | Hitnotering: 04-10-2014 t/m 01-11-2014 | Hitnotering: 04-10-2014 t/m 01-11-2014 |
| Week:                                  | 1                                      | 2                                      | 3                                      | 4                                      | 5                                      |                                        |
| -------------------------------------- | -------------------------------------- | -------------------------------------- | -------------------------------------- | -------------------------------------- | -------------------------------------- | -------------------------------------- |
| Positie:                               | 36                                     | 30                                     | 34                                     | 36                                     | 38                                     | uit                                    |

### NederlandseSingle Top 100
| Positie: | 90 | 54 | 49 | 40 | 39 | 38 | 38 | 41 | 46 | 45 | 45 | 51 | 66 | 83 | 93 | uit |

### 3FM Mega Top 50
| Positie: | 45 | 43 | 42 | 39 | uit |

## Releasedata
| Land                | Releasedatum     | Formaat        | Label                             |
| ------------------- | ---------------- | -------------- | --------------------------------- |
| Wereldwijd          | 4 augustus 2014  | Muziekdownload | Young Money, Cash Money, Republic |
| Verenigde Staten    | 12 augustus 2014 | Radio          | Young Money, Cash Money, Republic |
| Verenigd Koninkrijk | 5 oktober 2014   | Muziekdownload | Young Money, Cash Money, Republic |